# Mirosław Lewicki
Mirosław Lewicki (ur. 12 lutego 1995 w Tarnowie) – polski szachista, mistrz międzynarodowy od 2020 roku.

## Kariera szachowa
Udział w zawodach szachowych zaczął od startu w indywidualnych mistrzostwach Polski juniorów w 2009 w Sielpii, gdzie zajął 4. miejsce. Zdobył medal mistrzostw Polski juniorów: brązowy w Murzasichle w 2011 (do  lat 16). Był  medalistą mistrzostw Polski juniorów w szachach szybkich: medal brązowy w Poroninie w 2016. Reprezentował Polskę na mistrzostwach świata juniorów (1 raz). Trzykrotnie zwyciężał w turniejach: 2012 w Rybniku (Rybnik Chess Classic), 2015 w Krakowie (Międzynarodowe Mistrzostwa Krakowa) i 2017 w Puli (Pula Open, norma arcymistrzowska).
Najwyższy ranking w dotychczasowej karierze osiągnął 1 października 2016, z wynikiem 2404 punktów.

## Osiągnięcia
Indywidualne mistrzostwa świata juniorów:
- Chotowa 2010 – XCIX m.[6]

Indywidualne mistrzostwa Polski juniorów:
- Sielpia 2009 – IV m.[4]
- Murzasichle 2011 – brązowy medal[5]
- Solina 2012 – VIII m.[8]

Wybrane sukcesy w innych turniejach:
- 2011 – dz. II m. w Rudniku n/Sanem, II m. w Sielpi Wielkiej[1]
- 2012 – dz. I m. w Rybniku (Rybnik Chess Classic)[1]
- 2013 – dz. III m. w Rudniku n/Sanem[1]
- 2015 – I m. w Krakowie (Międzynarodowe Mistrzostwa Krakowa)[1]
- 2016 – dz. IV m. w Krakowie (Cracovia 2015/16, open A)[9]
- 2017 – dz. II m. w Krakowie (Międzynarodowe Mistrzostwa Krakowa)[1]
- 2017 – I m. w Puli (Pula Open, norma arcymistrzowska)[1]
- 2020 – dz. III m. w Pokrzywnej (Puchar Gór Opawskich, turniej open)[10]
- 2023 – dz. II m. w Krakowie (Cracovia 2022/23, open A)[11]